# 후버이 예뇌

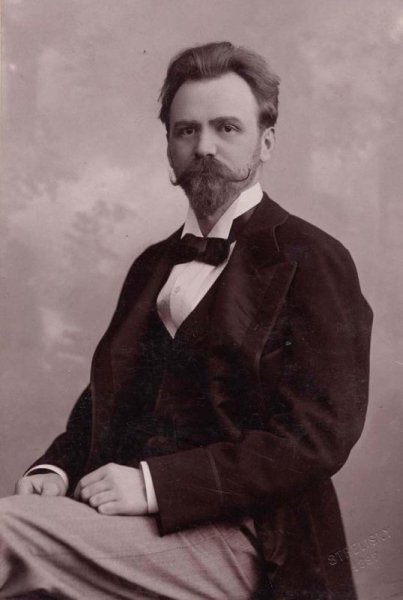
후버이 예뇌

후버이 예뇌(헝가리어: Jenő Hubay, 1858년 9월 15일 – 1937년 3월 12일)는 헝가리의 바이올리니스트, 작곡가 및 음악 교사였다.
후버이는 헝가리 페슈트주에서 독일 음악가 가족에서 태어났다. 13세에 후버이는 베를린에서 공부를 시작했다. 그는 그곳에서 5년 동안 머물며 요제프 요아힘의 가르침을 받았다. 1878년 프란츠 리스트의 조언에 따라 파리에서 데뷔하여 큰 성공을 거두었다. 청중석에 앉아 있던 앙리 비외탕은 후버이와 친밀한 우정을 쌓았고 가르침을 받았다.
솔리스트로서 후버이는 비외탕, 요하네스 브람스 및 기타 많은 사람들의 찬사를 받았다.